# 海選
海选（write-in）是一種選舉制度，其特色在於投票時某特定人選雖沒有列出在選票上，但選舉人仍可將自己心目中理想對象的名字寫在選票上，並直接投票。

## 各國情況

### 美國
美國海選制度，源于初選上原候選人不獲其政党提名，其所屬政党不獲提名，但又不宣布獨立参選，候選人因过了提名期而不能參選，候選人在選票上沒有自己的名字，因而要求選民把自己的名字寫上選票，以作候選人另外的選擇。
海選也作为使另一候選人落败的手段。因為美國不少州份沒有退選机制，只能以海選来使另一候選人落败，历史上不少候選人因被海選候選人分票而被落败。亦有候選人因海選而败部復活，在原所屬政党不獲提名后，因海選而當選。

### 中華人民共和國
中國海選制度，源于中国北方农村选举村民委员会的选举方式。海选最初為提名确定村委会成员候选人的方式：選舉時不设候选人，由村民直接投票選出心中理想對象。接著依票數多寡順按照差额选举的原则确定正式候选人，之後才進行真正的村委会成员选举。
海选源于1986年吉林省梨树县北老壕村。后来受到有关当局的肯定。1998年中华人民共和国颁布的《村民委员会组织法》将“海选”写入其中。目前这种选举方式在中国农村已经普遍的开展起来，也受到西方的高度关注。
由於海選不设门槛，人人有机会，谁都可以参加。因此後來也被借用為赛事初选或选拨面向广大的初选活動代名詞。例如超级女声的初賽就稱為海選。